# 马克·尼科尔斯
马克·尼科尔斯（英語：Mark Nichols，1980年1月1日—），加拿大男子冰壶运动员。他曾代表加拿大获得2006年冬季奥运会冰壶比赛男子团体金牌以及2022年冬季奥运会冰壶比赛男子团体銅牌。他也曾在2001年获得世界青年冰壶锦标赛冠军。